# Паж
Паж (енгл. page) је историјски термин који означава личног слугу владара или племића, или први, почетни степен у војничком образовању младог племића на путу до звања витеза, најчешће од седме до четрнаесте године. Овај степен образовања у западној и средњој Европи у доба развијеног феудализма (11-15. век) био је еквивалентан звању шегрта код дечака који су учили занат код мајстора у градовима, док је виши степен штитоноше одговарао звању калфе.

## Историја
Као посебан, феудални војни сталеж (лат. milites - војници) у западној Европи, витештво се јавило још у раном феудализму, у Франачкој држави, а свој пуни развој достигло је у 11-13. веку. У витешки сталеж пријем је обављан по посебним правилима, након завршеног војничког образовања код неког старијег племића или витеза, након што је кандидат провео одређени број година у служби (обично 7 година као паж и још 7 као штитоноша). Врло ретко је је витез могао постати и истакнути ратник који није био племићког порекла.
Већ од седме године синови племића и витезова примани су у дворску службу или код неког витеза као пажеви. У замену за своју службу, добијали су стан и храну и стицали војничко и дворско образовање. Са 14 година постајали су оружоноше или штитоноше (енгл. squire, фр. écuyer), а са 21 предлагани су за проглашавање витезовима.